# Leucopogon florulentus
Leucopogon florulentus är en ljungväxtart som beskrevs av George Bentham. Leucopogon florulentus ingår i släktet Leucopogon och familjen ljungväxter. Inga underarter finns listade i Catalogue of Life.